# Evangelical Lutheran Synod
Evangelical Lutheran Synod (ELS) är en evangelisk-luthersk kyrka i USA med norskt ursprung. ELS står för en konservativ tolkning av de lutherska bekännelseskrifterna och står i kyrkogemenskap med bland andra Wisconsin Evangelical Lutheran Synod (WELS) och Lutherska bekännelsekyrkan. Under åren har diskussioner inom ELS angående nattvardsläran och prästämbetet väckt en viss oro hos WELS för lärosplittring mellan de båda kyrkorna, men officiellt delar kyrkorna samma lära.
Bethany Lutheran College i Minnesota är knutet till ELS.